# Nils Lindh (diplomat)
Nils Johan Bertil Lindh, född 11 oktober 1878 i Hallingebergs församling, Kalmar län, död 15 november 1959 i Hedvig Eleonora församling i Stockholm, var en svensk publicist och diplomat.
Nils Lindhs far Ludvig Lindh var bruksdirektör på Ankarsrums bruk. Efter studentexamen i Västervik 1896 studerade Nils Lindh vid Uppsala universitet. Mellan 1902 och 1910 var han anställd vid Stockholms-Tidningen. Han kom 1911 som journalist till Ryssland, där han verkade som korrespondent för olika svenska tidningar, ibland under pseudonymen N. Strannikov, till 1920. Mellan 1921 och 1924 var Lindh anställd vid Social-Demokraten i Stockholm. Åren 1920–1922 var han sakkunnig på Utrikesdepartementet och dess pressombud i Moskva 1924–1935, varefter han var attaché där 1935–1938 och utnämndes till legationsråd 1938. Åren 1943–1945 var han byråchef i Utrikesdepartementet. Nils Lindh ansågs som en initierad kännare av Sovjetunionen och utgav flera skrifter, som var kritiska till kommunismen. 
Nils Lindh var gift två gånger. Dottern Barbro Narath i första giftet var mor till Åsa Österman och dottern Kerstin Lindh i andra giftet var under en period gift med Anders Börje. 